# Oxytropis tichomirovii
Oxytropis tichomirovii är en ärtväxtart som beskrevs av Boris Alexandrovich Jurtzev. Oxytropis tichomirovii ingår i släktet klovedlar, och familjen ärtväxter. Inga underarter finns listade i Catalogue of Life.